# ماري جوزيه حنين
ماري جوزيه حنين (24 يونيو 1984 - )، ولدت في بعبدا، لبنان، وهي ملكة جمال لبنان لسنة 2003. وقد مثلت لبنان في مسابقة ملكة جمال العالم في عام 2003 وكانت من ضمن ال20 الأوائل، ثم في ملكة جمال الكون عام 2004.